# Eugène Pinte
Eugène Pinte (1902-1951) est un officier de l'armée française engagé dans la résistance dans le maquis du Limousin.

## Biographie

### Origine
Eugène Pinte est né à Neuville-sous-Montreuil dans le Pas-de-Calais. Il intègre très jeune une école d'enfant de troupe puis suit une carrière militaire comme soldat puis sous-officier. Passé par l'école de Saint-Maixent, il devient sous-lieutenant en 1926. Ses affectations le conduisent au Maroc, au 151e régiment d'infanterie à Metz auprès du colonel Jean de Lattre de Tassigny ainsi que dans un régiment de forteresse à Valenciennes. Mobilisé au début de la bataille de France, il est affecté à la direction des étapes de la 7e armée comme major de zone.

### La Résistance
Réfugié en famille dans une ferme à La Gaubertie, commune d'Aixe-sur-Vienne, il fédère les résistants des cantons de l'ouest Haute-Vienne (Aixe, Cussac, Saint-Mathieu, Saint-Laurent-sur-Gorre, Châlus) et monte fin 1942 un corps-franc d'une quarantaine d'agents. Il intègre l'AS puis début 1943 l'état-major départemental de l'organisation de résistance de l'Armée avec le grade de commandant. C'est à cette même période qu'il intègre l'équipe départementale de la section des atterrissages et des parachutages, laquelle se réunira par la suite à son domicile plusieurs fois par semaine. Il fait en particulier homologuer un terrain, nom de code «VERRUE», situé à moins d'un kilomètre de son habitation,. Un radio-opérateur fut également hébergé à son domicile. Les habitants de La Gaubertie et la famille d'Eugène Pinte furent engagés à ses côtés, au point que le hameau sera considéré comme un "centre de résistance".
À l'été 1944, les maquis permettent de former les 1er et 2e bataillons de Haute-Vienne. Le 1er bataillon dit "de Boubon", à dominante AS et le 2e bataillon dit "Patriarche" à dominante ORA, totalisent plus de 1 200 hommes. Ces unités participent notamment à la bataille d'Aixe-sur-Vienne les 17 et 18 août 1944, qui stoppent efficacement une tentative de percée allemande, appuyée par des éléments du 19e régiment de police SS. Le 19 août, à la suite d'une opération de parachutage, Marcel Pinte, âgé de 6 ans, fils cadet du commandant Pinte, qui assistait aux opérations est mortellement touché par un tir accidentel de sten (Marcel Pinte qui aidait les maquisards par le transport de messages ou de petits colis sera déclaré mort pour la France et est considéré aujourd'hui comme le plus jeune résistant français). Le commandement participera à la prise de Limoges le 21 août 1944 et rentrera dans la ville à la tête du 1er bataillon. À la Libération, Eugène Pinte sera affecté à l'état-major de la 12e région militaire. Le 17 août 1945, Georges Guingouin, était venu à Aixe-sur-Vienne. Il avait participé aux célébrations de la bataille d'Aixe, les 17 et 18 août 1944 qui avaient préfiguré la Libération de Limoges. Indice de l'importance de ces combats et du rôle du commandant Pinte durant la guerre, ce dernier avait été invité, avec sa famille, au défilé de la victoire, le 18 juin 1945, à Paris avec le général Charles De Gaulle. Il décède âgé de 49 ans en septembre 1951.

## Distinctions
- Chevalier de la Légion d'honneur[14]
- Croix de guerre 1939–1945
- Médaille de la Résistance
- Croix du combattant volontaire de la Résistance

## Hommages locaux
- Rue Eugène-Pinte dans la commune d'Aixe-sur-Vienne[15]
- Rue Eugène-Pinte dans la ville de Limoges[16]